# Giorgio Morniroli

Giorgio Morniroli (1992)

Giorgio Morniroli (* 20. Januar 1936 in Bern; † 20. Juli 2017 in Locarno) war ein Politiker der Lega dei Ticinesi.
Morniroli wurde in Bern geboren und machte 1963 das Staatsexamen, ab 1972 war er Spezialarzt FMH für Neurochirurgie. Zu Beginn seiner Karriere war er in der Neurologie tätig und führte invasive Untersuchungen wie Myelographien, Pneumoenzephalographien, Karotisangiographie mit Punktion durch, bevor in den frühen 1980er Jahren CT-Scans am Ospedale Italiano von Lugano möglich wurden. Er war Co-Präsident der Schweizerischen Ärztekammer gegen Drogenprohibition und Mitglied der LiUM (Freie Akademie der Human- und Neurowissenschaften). 15 Jahre lang war er Präsident des Ärzteordens des Kantons Tessin (OMCT).
Er trat 1991 in die Lega dei Ticinesi ein und war von 1991 bis 1995 das einzige Mitglied der Lega im Ständerat. 
Morniroli lebte bis zu seinem Tod in Minusio.